# Châteaurenard
Pour les articles homonymes, voir Château (homonymie) et Renard (homonymie).
Ne doit pas être confondu avec Château-Renard.
Châteaurenard (/ʃatoʁənaʁ/) est une commune française située dans le département des Bouches-du-Rhône, en région Provence-Alpes-Côte d'Azur.
Ses habitants sont appelés les Châteaurenardais.

## Toponymie
Le nom de la ville a pour origine Reynard (ou Reynardus), premier seigneur des lieux, vers 965. Le nom de la commune en provençal est Castèu-Reinard.

## Géographie
Elle est le chef-lieu du canton portant le même nom. Entourée par les communes de Noves, Graveson, Rognonas et Eyragues. Châteaurenard est située à 8 km au sud-est d'Avignon, c'est la plus grande ville des environs. La commune fait partie de l'agglomération Terre de Provence. Par sa population, Châteaurenard constitue la 17e commune des Bouches-du-Rhône. La commune est bordée au nord par la rivière de la Durance.

### Communes limitrophes
| Rognonas | Avignon (Vaucluse) | Noves |
| Graveson | Châteaurenard      | Noves |
| Graveson | Eyragues           | Noves |

### Accès
- Par l'autoroute A7 (depuis le nord ou le sud), sortie  24 Avignon-Sud. Suivre la direction Châteaurenard, qui se trouve à environ 5 km.
- Par la D 7N : 
  - depuis le nord, après la traversée d'Avignon, en continuant sur la N 7 suivre la direction d'Aix-en-Provence, puis prendre la sortie Châteaurenard juste après le pont qui enjambe la Durance ;
  - depuis le sud, après Saint-Andiol, suivre la direction Avignon puis prendre la sortie Châteaurenard.

### Hameau
Le hameau de la Crau (à 1,2 km au sud-ouest du centre-ville) fait administrativement partie de la commune de Châteaurenard.

### Relief
La commune est relativement plane, les seuls reliefs étant la colline du Griffon (où se situe le château) et le vallon de la Roquette avec le massif du Rougadou.

### Géologie
La plaine qui entoure l'éperon rocheux est formée d'alluvions quaternaires issues de la Durance.

### Sismicité
La commune est soumise à une sismicité  faible mais non négligeable (zone sismique 3).

### Hydrographie
La commune de Châteaurenard est bordée au nord par la Durance, qui est la limite séparative avec Avignon et le département de Vaucluse. Elle est également traversée par l'un de ses affluents, l'Anguillon et par un de ses tributaires, le Réal.

### Climat
Pour des articles plus généraux, voir Climat de Provence-Alpes-Côte d'Azur et Climat des Bouches-du-Rhône.
En 2010, le climat de la commune est de type climat méditerranéen franc, selon une étude du Centre national de la recherche scientifique s'appuyant sur une série de données couvrant la période 1971-2000. En 2020, Météo-France publie une typologie des climats de la France métropolitaine dans laquelle la commune est exposée à un climat méditerranéen et est dans la région climatique  Provence, Languedoc-Roussillon, caractérisée par une pluviométrie faible en été, un très bon ensoleillement (2 600 h/an), un été chaud (21,5 °C), un air très sec en été, sec en toutes saisons, des vents forts (fréquence de 40 à 50 % de vents > 5 m/s) et peu de brouillards. 
Pour la période 1971-2000, la température annuelle moyenne est de 14,2 °C, avec une amplitude thermique annuelle de 17,6 °C. Le cumul annuel moyen de précipitations est de 657 mm, avec 5,7 jours de précipitations en janvier et 2,5 jours en juillet. Pour la période 1991-2020, la température moyenne annuelle observée sur la station météorologique de Météo-France la plus proche, « Eyragues », sur la commune d'Eyragues à 5 km à vol d'oiseau, est de 15,2 °C et le cumul annuel moyen de précipitations est de 631,8 mm. 
La température maximale relevée sur cette station est de 42,2 °C, atteinte le 28 juin 2019 ; la température minimale est de −9,9 °C, atteinte le 2 mars 2005,,. 
| Mois                                  | jan.          | fév.          | mars          | avril         | mai           | juin          | jui.          | août          | sep.          | oct.            | nov.            | déc.          | année     |
| ------------------------------------- | ------------- | ------------- | ------------- | ------------- | ------------- | ------------- | ------------- | ------------- | ------------- | --------------- | --------------- | ------------- | --------- |
| Température minimale moyenne (°C)     | 2,2           | 2,5           | 5             | 7,8           | 11,7          | 15,4          | 17,6          | 17,2          | 13,9          | 10,8            | 6,1             | 2,8           | 9,4       |
| Température moyenne (°C)              | 6,5           | 7,5           | 10,9          | 14            | 18,1          | 22,2          | 24,7          | 24,2          | 20,2          | 16,1            | 10,5            | 7             | 15,2      |
| Température maximale moyenne (°C)     | 10,9          | 12,5          | 16,8          | 20,2          | 24,4          | 29,1          | 31,7          | 31,3          | 26,5          | 21,3            | 14,9            | 11,2          | 20,9      |
| Record de froid (°C) date du record   | −8 12.01.10   | −8,9 25.02.05 | −9,9 02.03.05 | −3,1 08.04.21 | 3 08.05.04    | 8,2 05.06.14  | 9,3 18.07.00  | 9 30.08.1998  | 5,5 19.09.01  | −2,6 31.10.1997 | −7,4 23.11.1998 | −8,3 20.12.01 | −9,9 2005 |
| Record de chaleur (°C) date du record | 21,4 19.01.07 | 24,3 24.02.20 | 26,3 24.03.19 | 30,6 09.04.11 | 35,6 24.05.09 | 42,2 28.06.19 | 39,7 24.07.06 | 41,4 22.08.23 | 35,4 03.09.16 | 32,1 08.10.23   | 25,1 07.11.13   | 21 29.12.21   | 42,2 2019 |
| Précipitations (mm)                   | 50,8          | 32,6          | 40,6          | 59,1          | 55,5          | 33,7          | 23            | 30,2          | 80,1          | 85,7            | 93,5            | 47            | 631,8     |

| Diagramme climatique                                  |             |           |             |              |              |            |              |              |              |             |           |
| J                                                     | F           | M         | A           | M            | J            | J          | A            | S            | O            | N           | D         |
| 10,92,250,8                                           | 12,52,532,6 | 16,8540,6 | 20,27,859,1 | 24,411,755,5 | 29,115,433,7 | 31,717,623 | 31,317,230,2 | 26,513,980,1 | 21,310,885,7 | 14,96,193,5 | 11,22,847 |
| Moyennes : • Temp. maxi et mini °C • Précipitation mm |             |           |             |              |              |            |              |              |              |             |           |

Les paramètres climatiques de la commune ont été estimés pour le milieu du siècle (2041-2070) selon différents scénarios d'émission de gaz à effet de serre à partir des nouvelles projections climatiques de référence DRIAS-2020. Ils sont consultables sur un site dédié publié par Météo-France en novembre 2022.

## Urbanisme

### Typologie
Au 1er janvier 2024, Châteaurenard est catégorisée centre urbain intermédiaire, selon la nouvelle grille communale de densité à 7 niveaux définie par l'Insee en 2022.
Elle appartient à l'unité urbaine d'Avignon, une agglomération inter-régionale dont elle est une commune de la banlieue,. Par ailleurs la commune fait partie de l'aire d'attraction d'Avignon, dont elle est une commune de la couronne,. Cette aire, qui regroupe 48 communes, est catégorisée dans les aires de 200 000 à moins de 700 000 habitants,.

### Occupation des sols
L'occupation des sols de la commune, telle qu'elle ressort de la base de données européenne d’occupation biophysique des sols Corine Land Cover (CLC), est marquée par l'importance des territoires agricoles (75,3 % en 2018), en diminution par rapport à 1990 (79,9 %). La répartition détaillée en 2018 est la suivante : 
zones agricoles hétérogènes (65,5 %), zones urbanisées (10,6 %), cultures permanentes (8,4 %), zones industrielles ou commerciales et réseaux de communication (6,8 %), milieux à végétation arbustive et/ou herbacée (3,6 %), eaux continentales (1,6 %), prairies (1,4 %), espaces ouverts, sans ou avec peu de végétation (1,1 %), espaces verts artificialisés, non agricoles (0,8 %), forêts (0,3 %). L'évolution de l’occupation des sols de la commune et de ses infrastructures peut être observée sur les différentes représentations cartographiques du territoire : la carte de Cassini (XVIIIe siècle), la carte d'état-major (1820-1866) et les cartes ou photos aériennes de l'IGN pour la période actuelle (1950 à aujourd'hui).

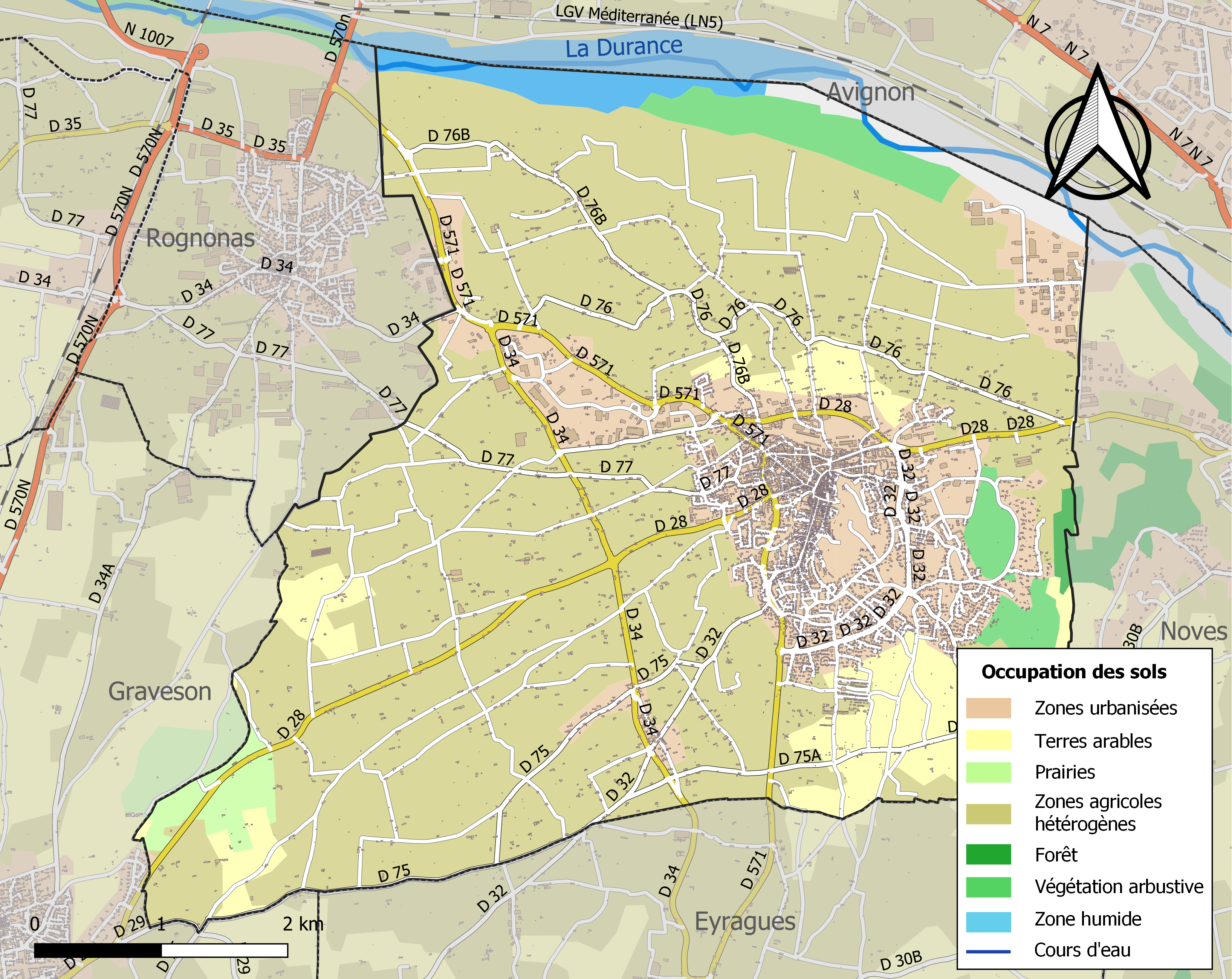
Carte des infrastructures et de l'occupation des sols de la commune en 2018 (CLC).

## Histoire

### Préhistoire
Les premiers signes d'occupations sur le site de Châteaurenard dateraient de 2000 à 1800 av. J.-C. Le fait qu'une flèche en cuivre ait également été découverte, permet de dire que l'on est au chalcolithique (étymologiquement : âge de la pierre et du cuivre). Ces individus sont robustes, mais de faible stature. Ils sont agriculteurs (céréales) et éleveurs de moutons.

### Antiquité
L'arrivée des Romains en Provence se fit le long des vallées fluviales. Le Rhône et la Durance furent les voies de pénétrations. À Châteaurenard, c'est dans le quartier du Vigneret que l'on trouve le plus de vestiges romains.
Au Ve siècle apr. J.-C., les grandes invasions saccagèrent la région effaçant malheureusement tous les témoignages importants de cette période sur la commune.

### Moyen Âge
Le premier seigneur  du nom de Renard (Reinhard ou Reynardus), vivait vers l'an 970. Sa mère s'appelait Balde et son père, Lambert dit Dodon. Il apparaît sous le nom de "Eldeberthus de Castro-Raynardus" au bas d'une charte concernant une dotation faite en faveur du monastère de Montmajour en 1015, par la comtesse Emma, fille de Guillaume Taillefer, comte de Toulouse. Un bac permettant de traverser la Durance est attesté en 1094. Il fusionne avec celui de Rognonas vers 1450.
Au XIIe siècle, lorsque Ildefons d'Aragon[Qui ?] devint comte de Provence, il voulut se doter de fortifications imprenables. Jordane, sa maîtresse, reçut la lourde charge de veiller à la transformation du castel primitif en une place forte. La pierre remplaça le bois et la construction dura plusieurs années. Femme de goût et de culture, Jordane organisa des cours d'amour. Les troubadours passèrent par Châteaurenard, et l'un d'eux composa un poème que l'on fit graver sur une pierre (encore visible aujourd'hui) dans la "Tour des Trois Poignards". Blacas de Pontevès, viguier de Marseille (1369-1377), lieutenant du sénéchal (1379 ; 1381), frère de Barral de Pontevès - seigneur de Pontevès, fut seigneur de Châteaurenard. Alors que son frère était carliste, il prit le parti des Angevins lors de la guerre de l'Union d'Aix en conditionnant toutefois ce soutien à la participation du duc à l’expédition de secours à la reine.
Au XVe siècle, le pape Benoît XIII alors en poste sur Avignon vient se réfugier à Châteaurenard pour échapper au siège du palais des Papes mené par Charles VI.

### Période moderne
En 1727, Sexte Gabrielle d'Aymar, épousa Jean Louis Gabriel de Thomassin, marquis de Saint-Paul. En 1781, Joséphine Henriette de Thomassin de Saint-Paul épousa Louis Marc Antoine de Valori. Ainsi par le biais des mariages successifs, les Aymar, les Thomassin et les Valori se succédèrent tout au long du XVIIIe siècle dans la baronnie de Châteaurenard.
On peut voir aujourd’hui la sépulture aux armes des Valori dans le cimetière de Châteaurenard et l’ancien château de Valori transformé en clinique par le Docteur Perrier, aujourd’hui résidence « le Valori ».
En 1887, la ville ouvre une gare située sur la ligne de Barbentane à Orgon. Le trafic est ouvert aux voyageurs et au transport de marchandises.

### Période contemporaine

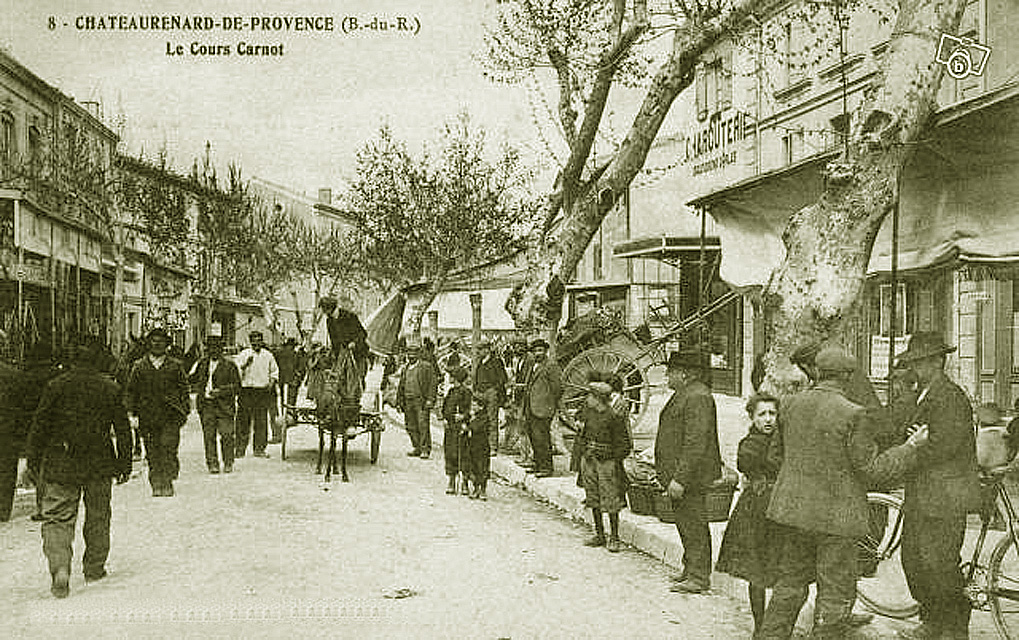
Le début du marché hebdomadaire du dimanche sur le cours Carnot.

Le succès du marché hebdomadaire qui se déroulait sur le cours Carnot tous les dimanches, incita les agriculteurs de la commune à perfectionner leur outil de travail en créant, dès 1958, un CETA.
Ce Centre d'études techniques agricoles vit le jour en même temps que les premières serres dans le nord des Bouches-du-Rhône. Il permit d'assurer le passage des cultures plein champ vers les cultures sous abris. Actuellement, il compte 47 exploitations agricoles et représente environ 114 hectares de cultures sous serres. Ce qui permet de mettre en marché tomates et melons durant la période printemps-été, et les salades en automne-hiver.

### Devise
Tutus in arce vigil. (« À l'abri dans la forteresse je veille. »)

## Politique et administration

### Liste des maires
| Période                                  | Période         | Identité        | Étiquette          | Qualité |
| ---------------------------------------- | --------------- | --------------- | ------------------ | --- |
| Les données manquantes sont à compléter. |                 |                 |                    | |
| 14 janvier 1878                          | 12 janvier 1880 | Ernest Mascle   |                    | Devient sous-préfet d'Orthez |
| Les données manquantes sont à compléter. |                 |                 |                    | |
| Maire en 1944                            | ?               | Marcel Pauleau  |                    | |
| Les données manquantes sont à compléter. |                 |                 |                    | |
| 1947                                     | ?               | Robert Marignan | Rad. puis UDF-Rad. | Pharmacien Sénateur des Bouches-du-Rhône (1955 → 1959) Conseiller général du canton de Châteaurenard (1965 → 1982) Réélu en 1953            |
| 1982                                     | mars 2001       | Gustave Cestier | DVD                | |
| mars 2001                                | juillet 2017    | Bernard Reynès  | DL puis UMP → LR   | Chirurgien-dentiste Député de la 15e circonscription des Bouches-du-Rhône (2007 → 2022 ) Président de la CA Terre de Provence (2014 → 2017) |
| juillet 2017                             | en cours        | Marcel Martel   | LR                 | Retraité 1er vice-président de la CA Terre de Provence                                                                                      |
| Les données manquantes sont à compléter. |                 |                 |                    | |

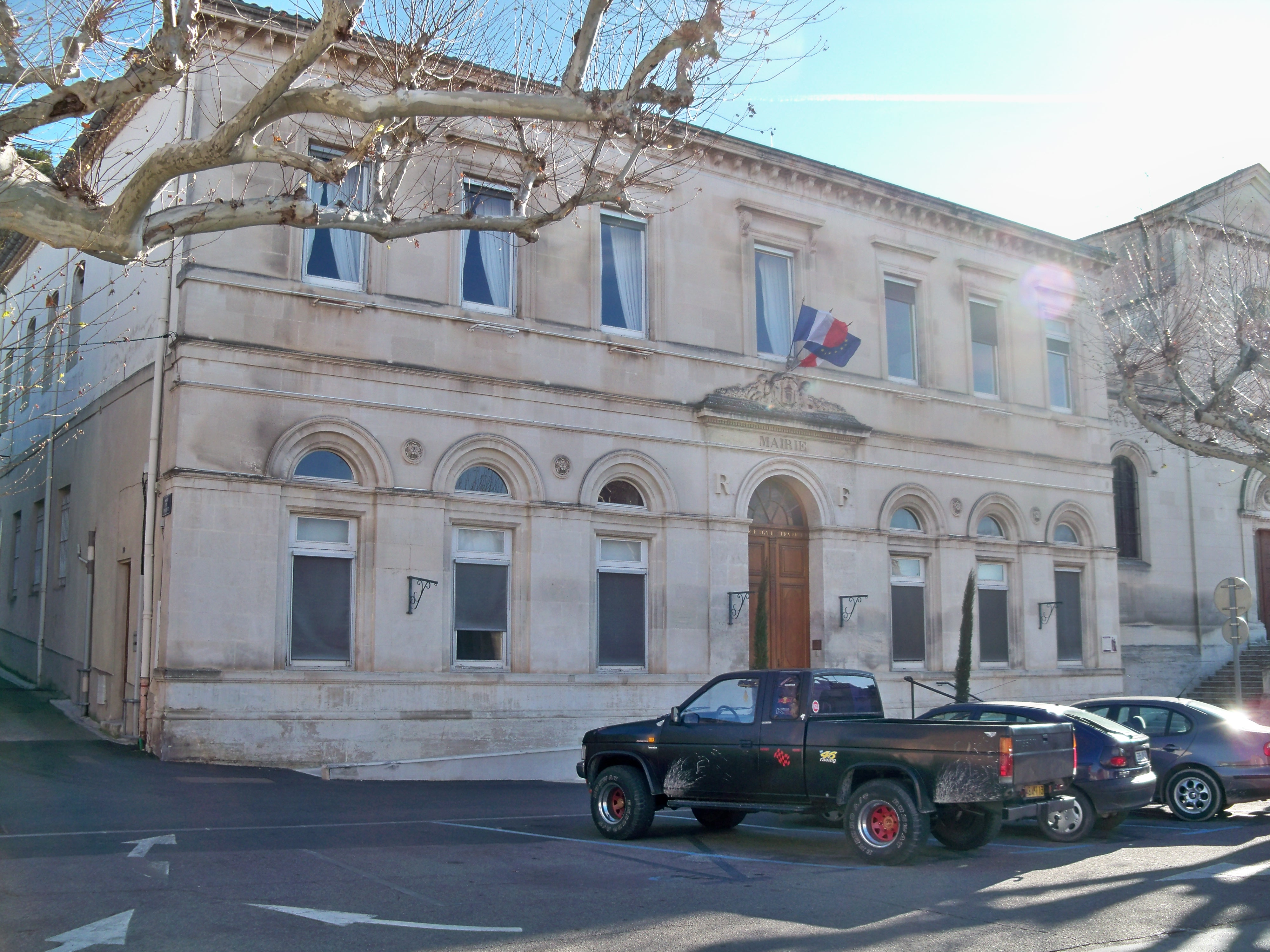
Mairie de Châteaurenard.

À la suite de l'adoption de la loi sur le non-cumul des mandats, il n'est plus possible pour les députés de cumuler un mandat de parlementaire et un mandat exécutif local. Bernard Reynès a donc cédé à sa place de maire le 12 juillet 2017 et c'est son premier adjoint, Marcel Martel qui lui succède.

### Politique de développement durable
La ville a engagé une politique de développement durable en lançant une démarche d'Agenda 21 en 2009.

### Communes jumelées
- Altenholz (Allemagne) depuis 1991.
- Villanova d'Asti (Italie).

## Population et société
Les habitants de Châteaurenard sont appelés les Châteaurenardais.

### Démographie
L'évolution du nombre d'habitants est connue à travers les recensements de la population effectués dans la commune depuis 1793. Pour les communes de plus de 10 000 habitants les recensements ont lieu chaque année à la suite d'une enquête par sondage auprès d'un échantillon d'adresses représentant 8 % de leurs logements, contrairement aux autres communes qui ont un recensement réel tous les cinq ans,.

En 2022, la commune comptait 16 668 habitants, en évolution de +7,95 % par rapport à 2016 (Bouches-du-Rhône : +2,48 %, France hors Mayotte : +2,11 %).
| 1793  | 1800  | 1806  | 1821  | 1831  | 1836  | 1841  | 1846  | 1851  |
| ----- | ----- | ----- | ----- | ----- | ----- | ----- | ----- | ----- |
| 2 958 | 3 154 | 3 395 | 3 816 | 4 151 | 4 376 | 4 744 | 5 107 | 5 358 |

| 1856  | 1861  | 1866  | 1872  | 1876  | 1881  | 1886  | 1891  | 1896  |
| ----- | ----- | ----- | ----- | ----- | ----- | ----- | ----- | ----- |
| 5 511 | 5 532 | 5 409 | 5 708 | 5 554 | 5 801 | 5 934 | 5 960 | 6 194 |

| 1901  | 1906  | 1911  | 1921  | 1926  | 1931  | 1936  | 1946  | 1954  |
| ----- | ----- | ----- | ----- | ----- | ----- | ----- | ----- | ----- |
| 7 398 | 8 036 | 8 638 | 8 016 | 8 646 | 8 872 | 8 695 | 8 604 | 9 063 |

| 1962  | 1968   | 1975   | 1982   | 1990   | 1999   | 2006   | 2011   | 2016   |
| ----- | ------ | ------ | ------ | ------ | ------ | ------ | ------ | ------ |
| 9 602 | 10 220 | 11 027 | 11 072 | 11 790 | 13 070 | 14 000 | 15 665 | 15 440 |

| 2021   | 2022   | - | - | - | - | - | - | - |
| ------ | ------ | - | - | - | - | - | - | - |
| 16 669 | 16 668 | - | - | - | - | - | - | - |

### Manifestations culturelles et festivités
La ville est membre de l'Union des villes taurines françaises.

## Économie

### Chômage
Avec un taux de chômage de 14,7 % en 2015, la ville est au-dessus de la moyenne nationale pour la même période (9,9 % pour la France métropolitaine). En 2015, Châteaurenard comptait 1 132 demandeurs d'emploi.

### Agriculture

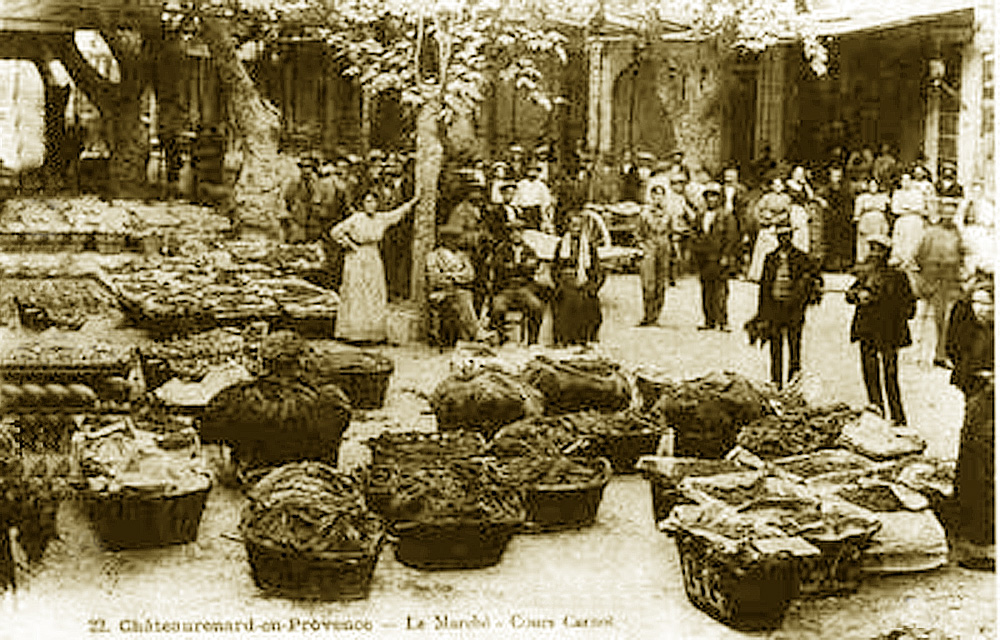
Marché du cours Carnot au cours des années 1920.

La commune est essentiellement maraîchère. La présence de l'eau a, très tôt, permis l'irrigation des champs grâce à un réseau de canaux et de ruisseaux. Ceux-ci, par la simple force de la gravité, drainent l'eau de la Durance vers les cultures depuis le XVIIe siècle. Ce qui a permis aux paysans de se spécialiser dans le maraîchage et les cultures fruitières. Cette, porteuse de richesse, est célébrée au mois d'août, à l'occasion de la fête de la Madeleine.
Les différentes productions de ce terroir étaient mises en marché, en saison, chaque dimanche. Le premier répertorié, dit le marché aux herbes date du XVe siècle. L'idée de créer un marché régulier germa au XVIIIe siècle. Elle fut réalisée par le docteur Mascle qui créa le marché sur le cours Carnot après la Première Guerre mondiale. Compte tenu de l'ampleur prise, en 1958, fut mis en fonction le marché gare. Lui a succédé un marché d'intérêt national depuis le 18 octobre 1963.
Celui-ci est devenu le numéro 1 en Europe des marchés de gré à gré en fruits et légumes avec un tonnage de 180 000 t/an. Il est le rendez-vous des agriculteurs de la commune et des départements voisins chaque matin de 6 h 30 à 7 h 30 qui passent des transactions de gré à gré avec les expéditeurs et les grossistes. Ce marché professionnel a son pendant, tous les dimanches matin, dans le centre-ville de Châteaurenard sous forme de marché provençal ouvert au public.
Le vin de pays des Alpilles est un vin de pays de zone, au nord des Bouches-du-Rhône qui a vocation à labelliser, après dégustation, les vins ne pouvant postuler à l'appellation d'origine. Jusqu'en 2000, il portait le nom de vin de pays de la Petite Crau. La production est d'environ 6 000 hectolitres par an. Son vignoble, installé sur un plateau caillouteux, est limité, au nord, par la Durance et au sud, par les Alpilles.
- Distillerie Frigolet Liqueur, fabrique et commercialise l'Élixir du révérend Père Gaucher
- Antenne de la Chambre de commerce et d'industrie du pays d'Arles qui gère aussi le Centre de formation métiers du bois.

Les statistiques INSEE concernant Châteaurenard, montrent qu'entre 1999 à 2009, le nombre d'agriculteurs exploitants est passé de 286 (2,7 % de la population) à 184 (1,5 % de la population).

### Industrie
Trois zones artisanales et industrielles sont implantées à Chateaurenard :
- Zone artisanale du Barret (incluant la zone La Chaffine) : d'une superficie de 38 hectares, elle compte 29 entreprises et 600 salariés ;

- Zone industrielle des Iscles : d'une superficie de 38 hectares, elle compte 63 entreprises et 900 salariés ;

- Parc d’activité des Baumes : d'une superficie de 5 hectares, elle compte 12 entreprises et 100 salariés.

Un plan d'extension de ces zones est en cours.

### Tourisme
Châteaurenard dispose d'une situation géographique centrale pour le développement du tourisme, entre Arles, Avignon, les Alpilles, et un peu plus loin Marseille et la Camargue.
Plusieurs types d'hébergements touristiques sont proposés : 3 hôtels, un camping et plusieurs chambres d'hôtes et meublés de tourisme.

## Culture et patrimoine

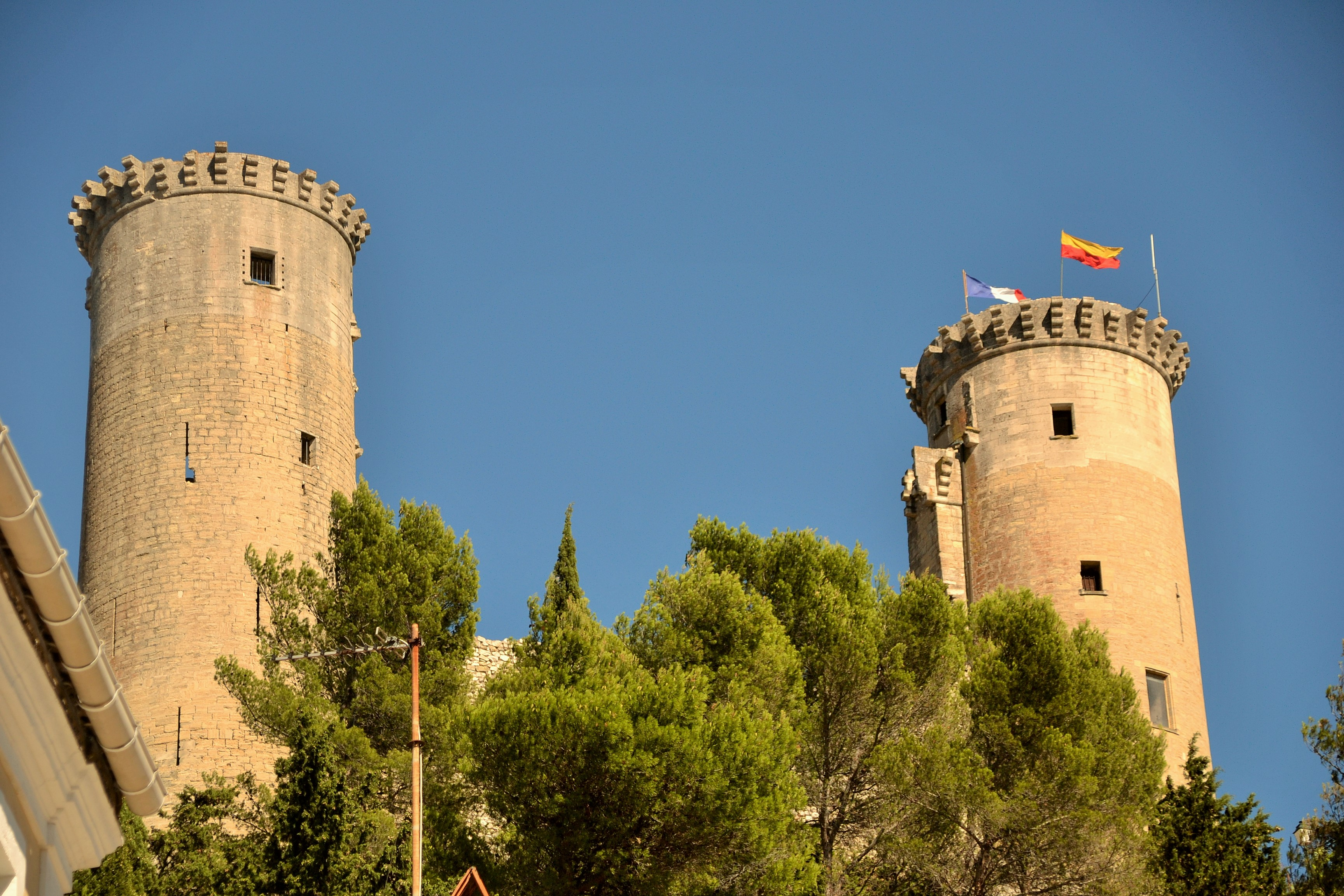
Vue extérieure du château féodal.

### Culture
- Cinéma : Le Rex (3 salles dont 2 équipées en numérique 3D).
- Salles de spectacle :
  - Espace culturel de L'Étoile, comprenant une salle de théâtre (Pécout) d'une capacité de 269 places assises et de la salle de spectacle l'Étoile qui peut accueillir 770 personnes en configuration théâtre (assis) et 1 461 en configuration concert (mixte assis/debout)[37].
  - Le Réal, composée de gradins amovibles.
  - La Rotonde, salle de concert fixe construite sur l'ancienne rotonde de la voie ferrée passant par Châteaurenard.

### Patrimoine civil

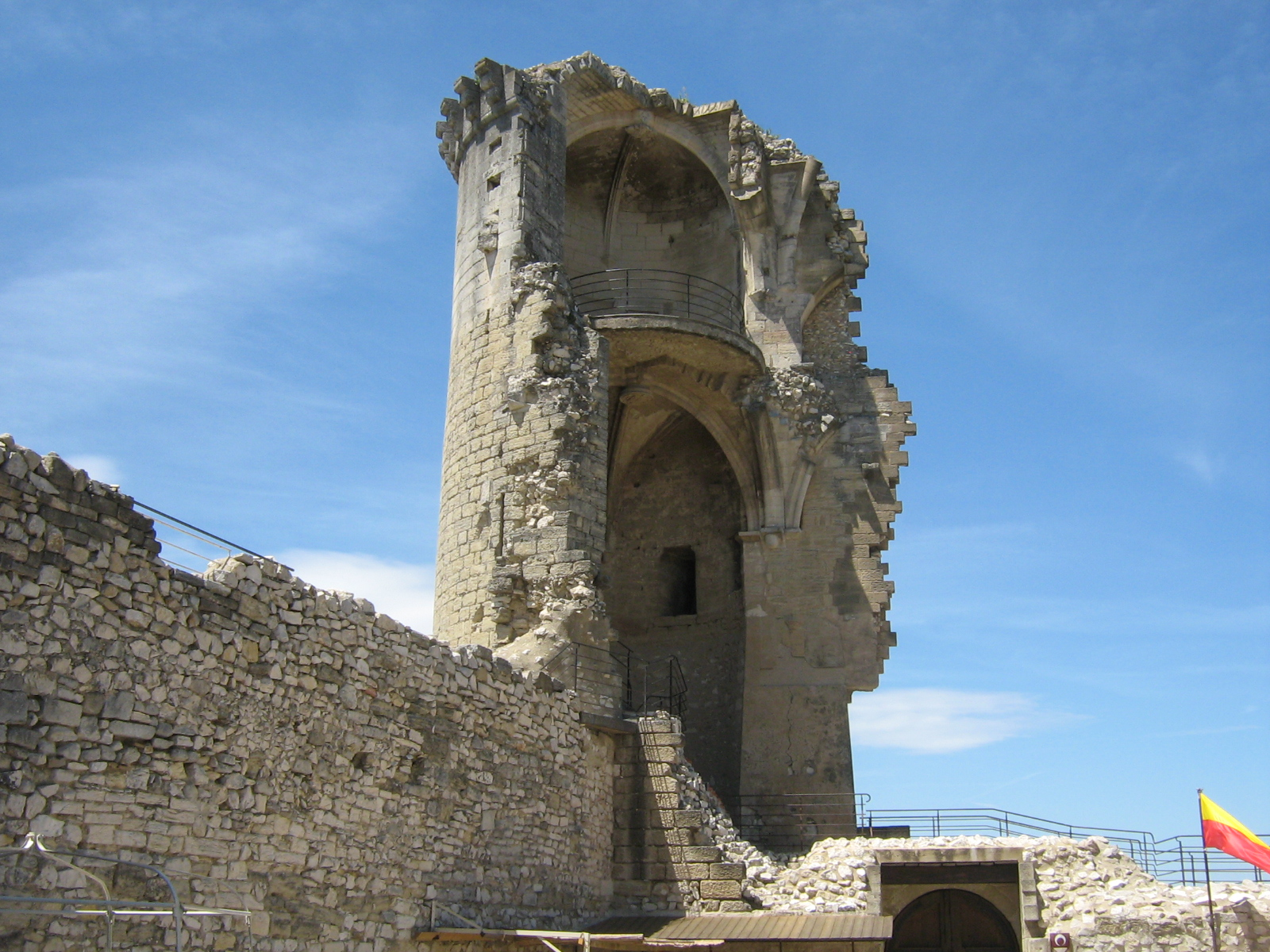
Intérieur d'une des tours du château féodal.

Le château féodal, fut construit entre le XIIe et le XVe siècle au sommet de la colline du Griffon, classé monument historique en 1927. Partiellement détruit mais entretenu, il est toujours visitable.
- Le musée des Outils agraires présentant traditions, coutumes et savoir-faire de Provence.
- Les arènes de la ville sont inscrites sur la liste des bâtiments protégés de la base Mérimée[40].

### Patrimoine religieux

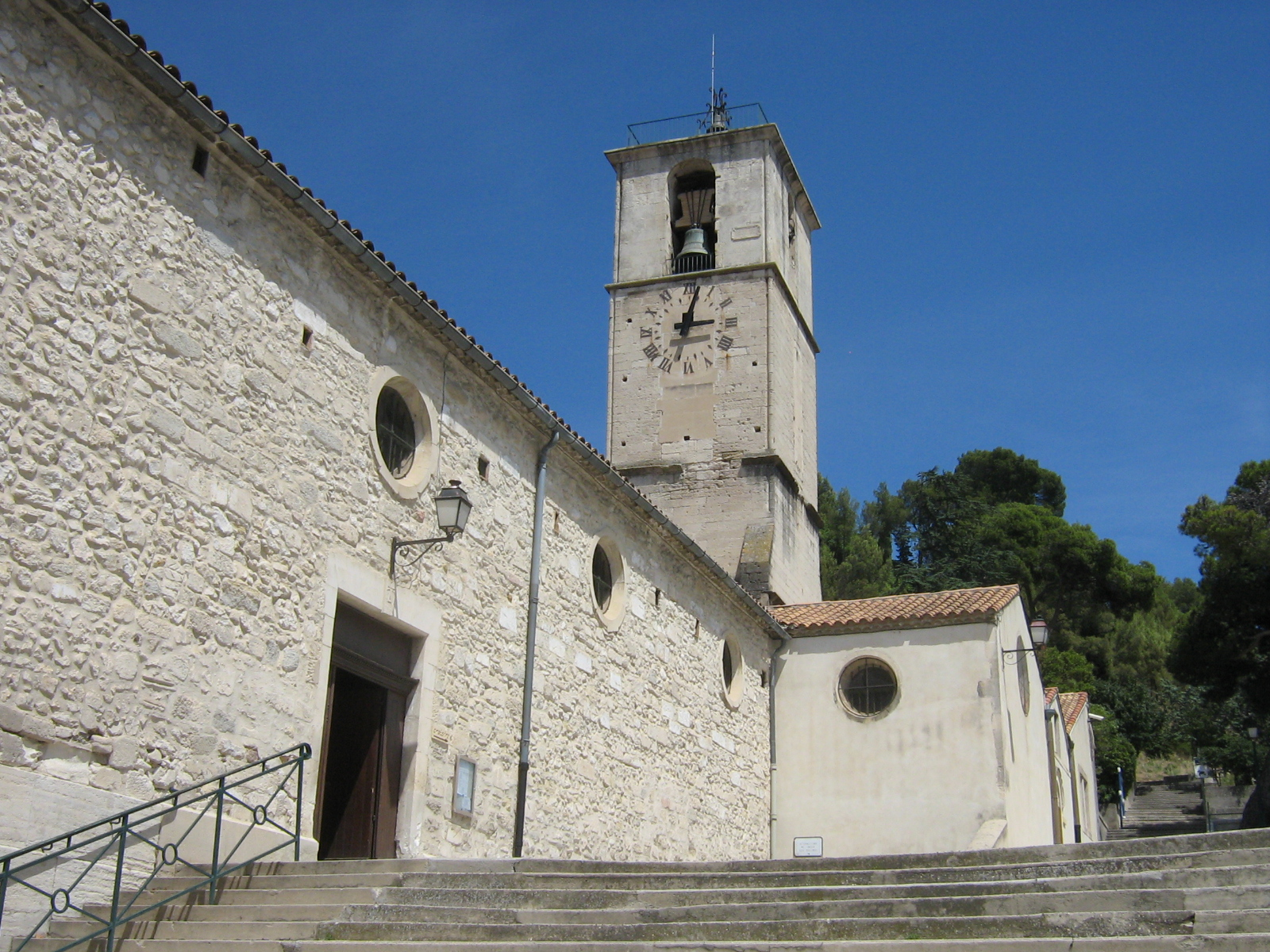
L'église Saint-Denys.

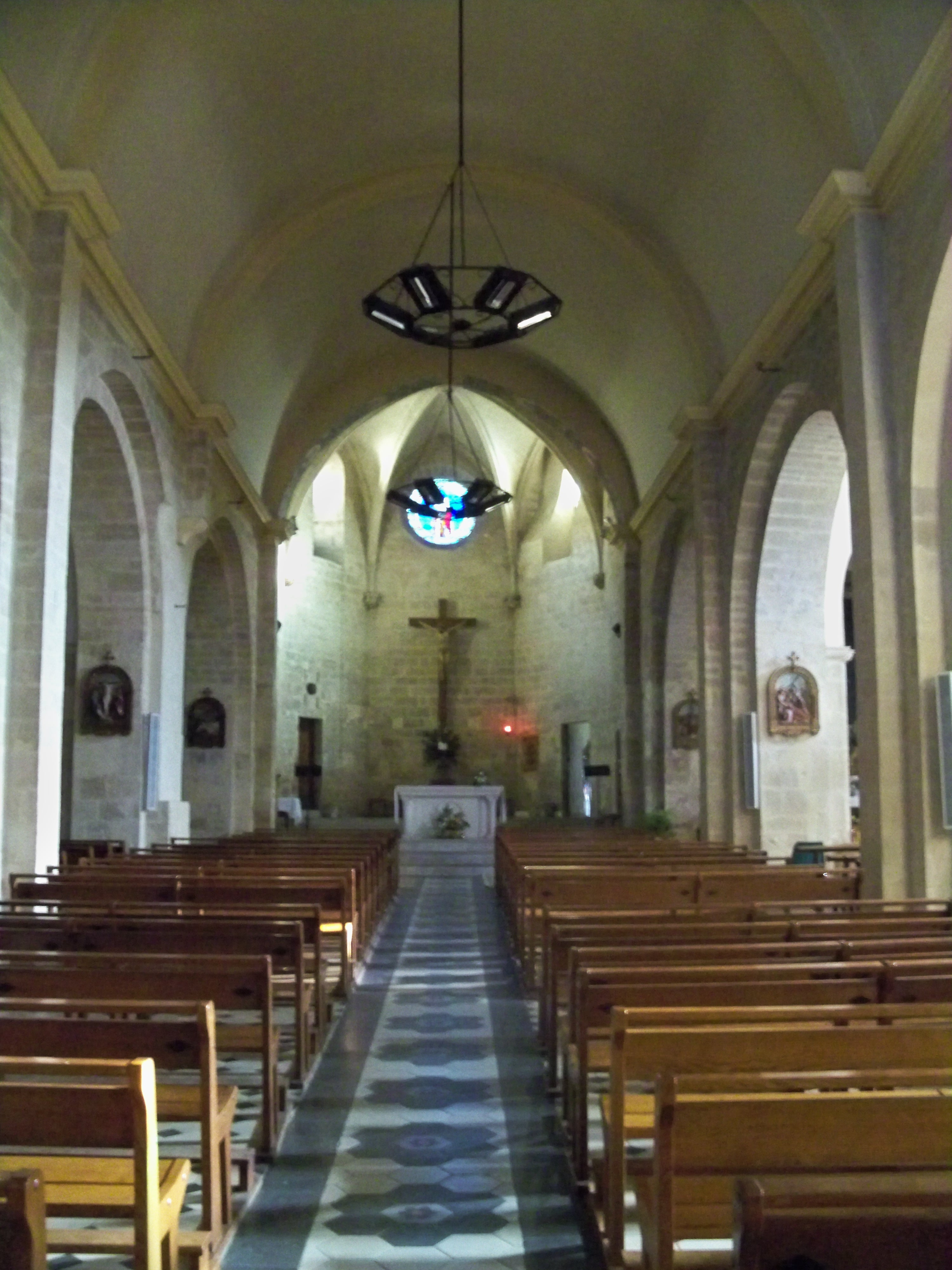
Nef de l'église Saint-Denys.

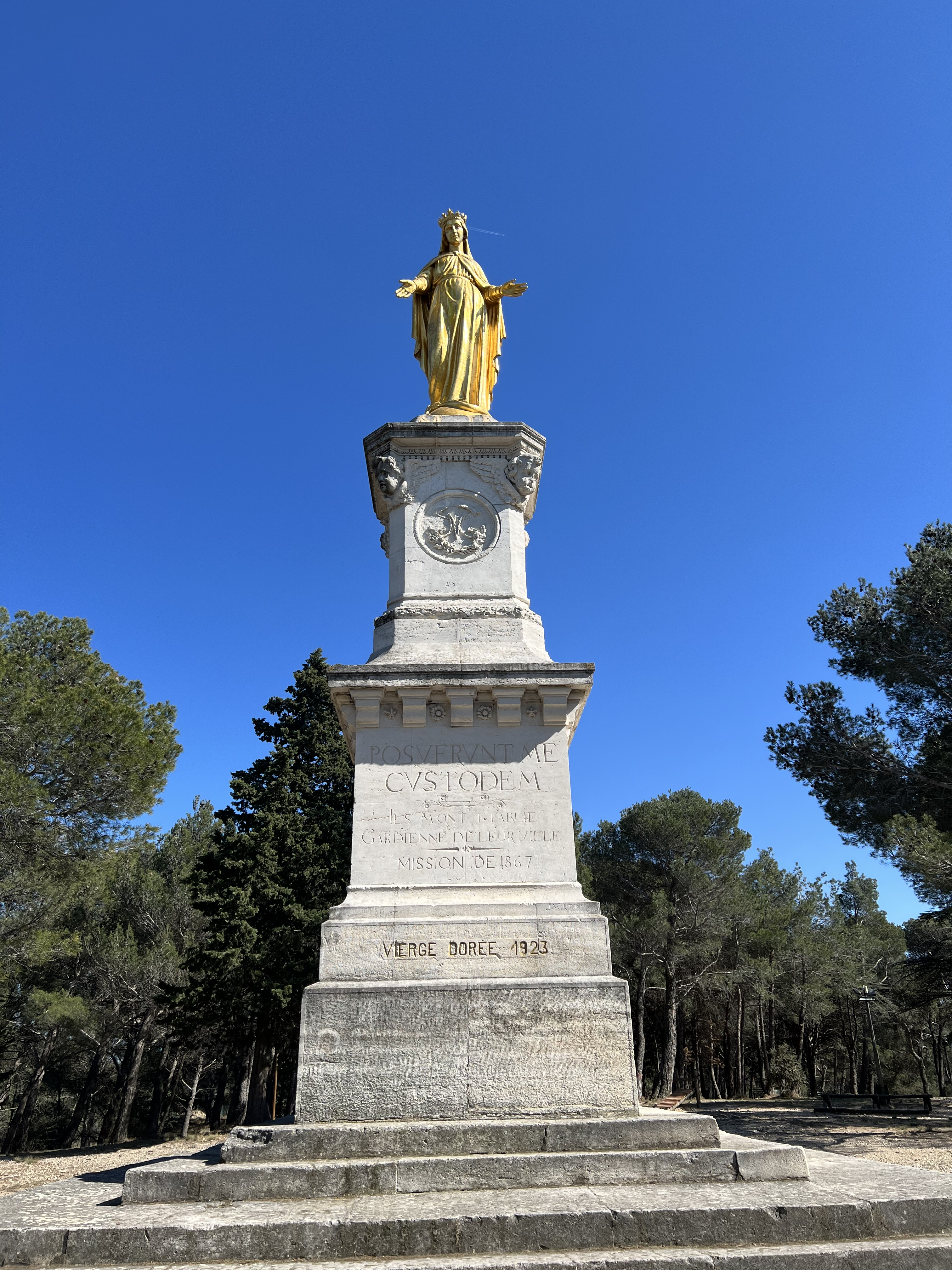
Vierge dorée de Chateaurenard

- Ancienne Chapelle Saint-Honorat inscrite aux monuments historiques depuis 1972[41].
- Église Saint-Denys
- Chapelle des Pénitents
- Vierge dorée, statue en bronze doré installée au sommet de la colline lors de l'hiver 1867-1868

## Équipements et services

### Transports urbains
Plusieurs lignes de bus sont mises en place par la municipalité et l'intercommunalité : une ligne communale et une ligne reliant les communes limitrophes. La municipalité organise également un ramassage scolaire pour les écoliers du primaire.
Une ligne de bus relie Châteaurenard aux agglomérations de la région : Avignon - Saint-Rémy-de-Provence.

### Enseignement
Les élèves de Châteaurenard commencent leurs études dans l'une des six écoles maternelles et primaires publiques de la commune, où est également implantée une école primaire privée, subventionnée par la municipalité.
La commune compte deux collèges, un public et un privé. Un lycée comprenant filière générale et technologique ainsi que certaines spécialités rares tels que le Japonais a ouvert en 2019 sur la commune .

### Sports
La commune dispose de plusieurs complexes sportifs :
- Complexe Pierre-de-Coubertin

Ce complexe comprend : 6 courts de tennis, 2 terrains de basket-ball, 2 terrains de hand-ball, plusieurs terrains de rugby, dont le stade des Beaumettes, et des équipements d'athlétisme. Un centre nautique de plein air et un gymnase jouxtent le complexe.
- Le stade Louis-Porro (ex-stade du Grand-Quartier)

Il est équipé de trois terrains de football.
- Vallon de la Roquette :

Les aménagements de sports de plein air y sont regroupés : parcours santé, VTT, parcours de courses d'orientation.

### Santé
L'hôpital le plus proche est le centre hospitalier Henri-Duffaut qui se trouve à Avignon dans le Vaucluse.

### Sécurité
La commune possède une brigade de la gendarmerie nationale, un poste de police municipale ainsi que d'un centre de secours. De plus elle possède un centre de supervision urbaine (CSU) permettant de gérer la centaine de caméras de vidéosurveillance présentes sur le territoire Châteaurenardais. Anciennement la commune en plus de sa gendarmerie disposait d'un commissariat de la police nationale.

### Autres services
La commune possède également un bureau de poste ainsi que plusieurs bâtiments communaux, dont la maison de la vie associative, la maison des services ou encore la maison de l’entrepreneur.

## Vie locale
- Chaque dimanche matin se tient le marché hebdomadaire sur le cours Carnot (de 7 h à 13 h).
- Un marché de Noël est organisé chaque premier week-end de décembre.

### Cultes
La paroisse catholique de Saint-Denys fait partie du diocèse Aix Arles, doyenné Alpilles-Durance.

### Environnement
Au centre de la commune, se trouve la colline du Griffon sur laquelle est implanté le château. À l'ouest se trouve le massif du Rougadou partagé entre les communes de Châteaurenard et Noves.

### Personnalités liées à la commune
- Jacques Lalande (né en 1921 à Châteaurenard) est un peintre figuratif, de l'École française, il peint des enfants et des paysages.
- Marcel Jullian (né le 31 janvier 1922 à Châteaurenard), écrivain et réalisateur, fondateur de la chaîne Antenne 2 qu'il présida de janvier 1975 à décembre 1977.
- André Fanton (né le 7 décembre 1928 à Marseille et décédé le 28 septembre 2013 à Montpellier) artiste peintre figuratif, cofondateur de la Société des Amis des Arts.
- René Lucchesi (1936-), joueur de pétanque qui a joué à La Crau de Châteaurenard et qui réside actuellement dans la commune[52],[53].
- Robert Miras, chanteur.
- Roland Pécout (né en 1949), poète et écrivain occitan.
- Frédéric Martel (né le 28 octobre 1967 à Châteaurenard), écrivain, journaliste à Radio France, chercheur.

### Héraldique
| Blason de Châteaurenard | Blason  | D'or à un château de gueules ajouré et maçonné de sable, surmonté d'un renard du même. * Il y a là non-respect de la règle de contrariété des couleurs : ces armes sont fautives (sable sur gueules). |
| Blason de Châteaurenard | Détails | Armes parlantes. |